# Stromatinia rapulum
Espèce
Stromatinia rapulum, la Pézize en radis, est une espèce de champignons ascomycètes (Fungi) de la famille des Sclerotiniaceae et du genre Stromatinia. Cette petite pézize brune est un champignon parasite des rhizomes des Sceaux de Salomon dans les forêts de feuillus basophiles d'Europe et d'Amérique du Nord.

## Description

### Macroscopie

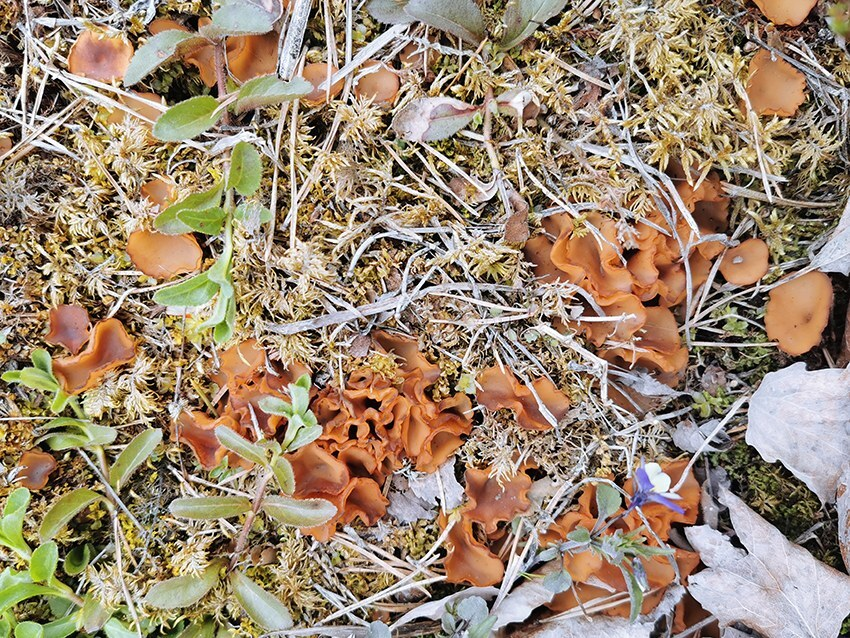
Stromatinia rapulum (Finlande, Uusimaa)

Stromatinia rapulum produit des apothécies d'abord en forme de coupelle et à bord enroulé en dedans, puis aplaties en forme de disque, rondes dans leur contour et mesurant de 3 à 20 mm de diamètre, voire jusqu'à 50 mm. La surface intérieure, fertile, est brune, molle et sèche puis ridée quand elle vieillie. La surface extérieure est plus claire ou concolore et pruineuse. L'apothécie est portée par un pied brun et pruineux dans les deux tiers supérieurs, noir en dessous qui mesure de 10 à 40 mm de long pour 1 à 3 mm de diamètre. Enterré sur quelques centimètres dans le sol, il provient de rhizomes morts à la surface noire, stromatisée et momifiés mais sans produire de sclérote,,,.

### Microscopie
Stromatinia rapulum produit dans son hyménium des asques cylindriques mesurant de 120 à 175 μm de long pour 7 à 14 μm de large dont l'apex bleuit au réactif de Melzer. Ils produisent 8 spores alignées qui mesurent de 9,5 à 16,5 μm pour 5 à 7,5 μm. Elles sont hyalines, lisses, ellipsoïdes à légèrement fusoïdes, à parois minces et contiennent 3 à 5 guttules à chacune de leurs extrémités lorsqu'elles sont jeunes et deux lorsqu'elles sont matures. Les paraphyses sont cylindriques, ramifiées ou non, cloisonnées, avec des extrémités rondes et d'une longueur similaire à celle des asques. Le revêtement interne, nommé excipulum, est composé d'hyphes non ou peu gonflées et plutôt lâches, une disposition nommée textura intricata. La structure de l'excipulum ectal est désignée par différents auteurs comme prismatique, globuleuse ou intermédiaire,,,.

Stromatinia rapulum (Wisconsin, USA)
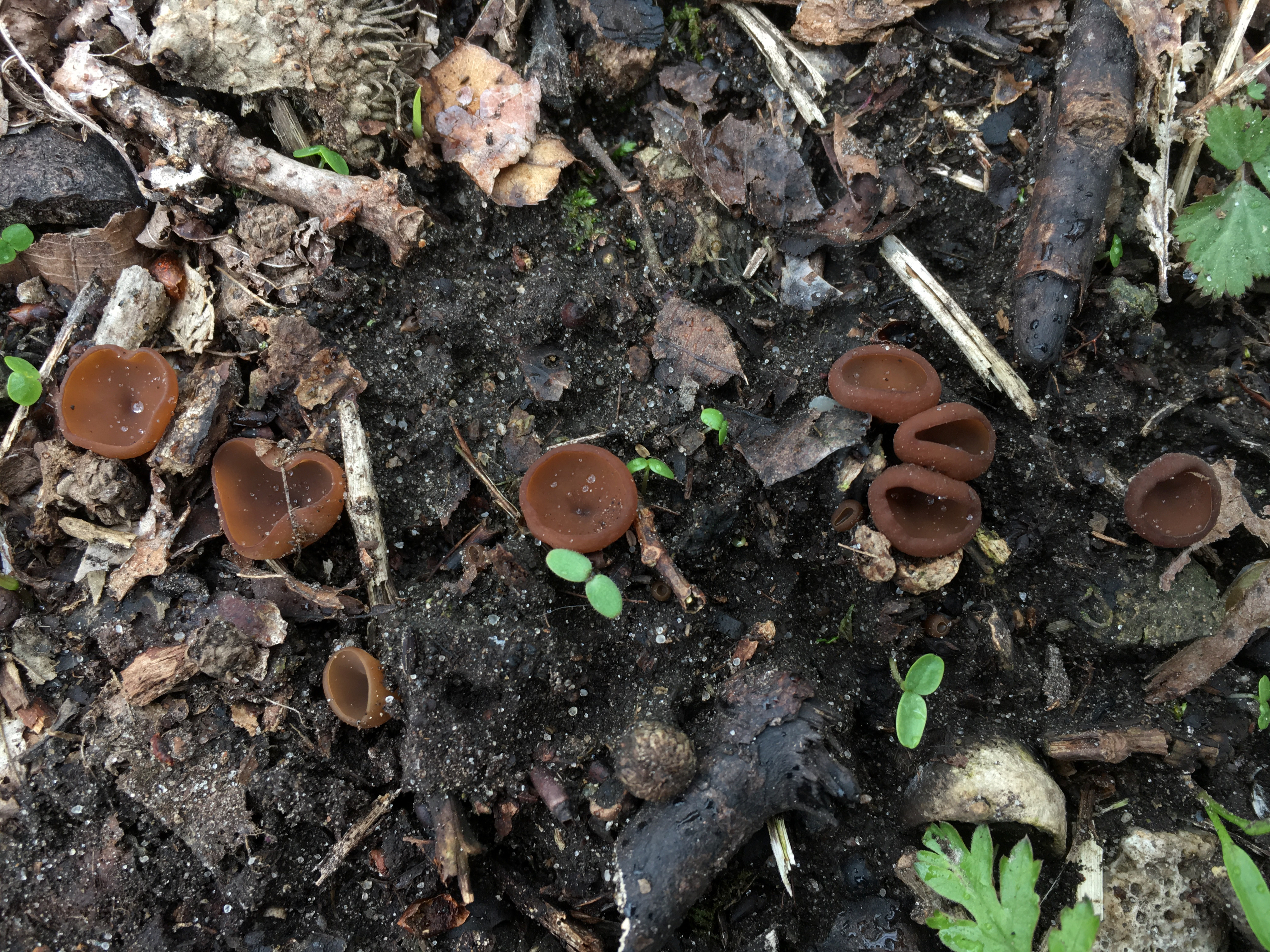
Vue générale.
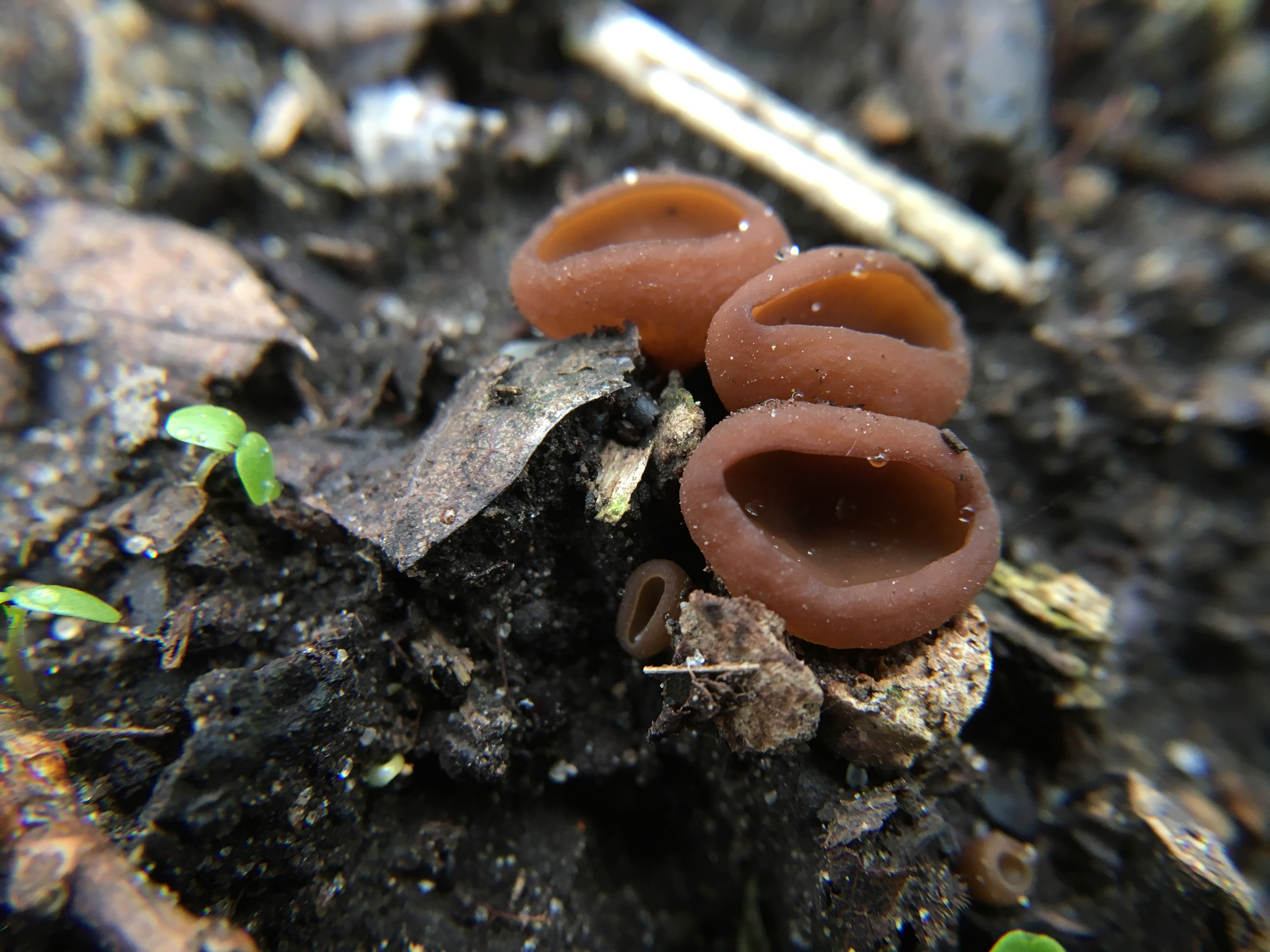
Apothécies
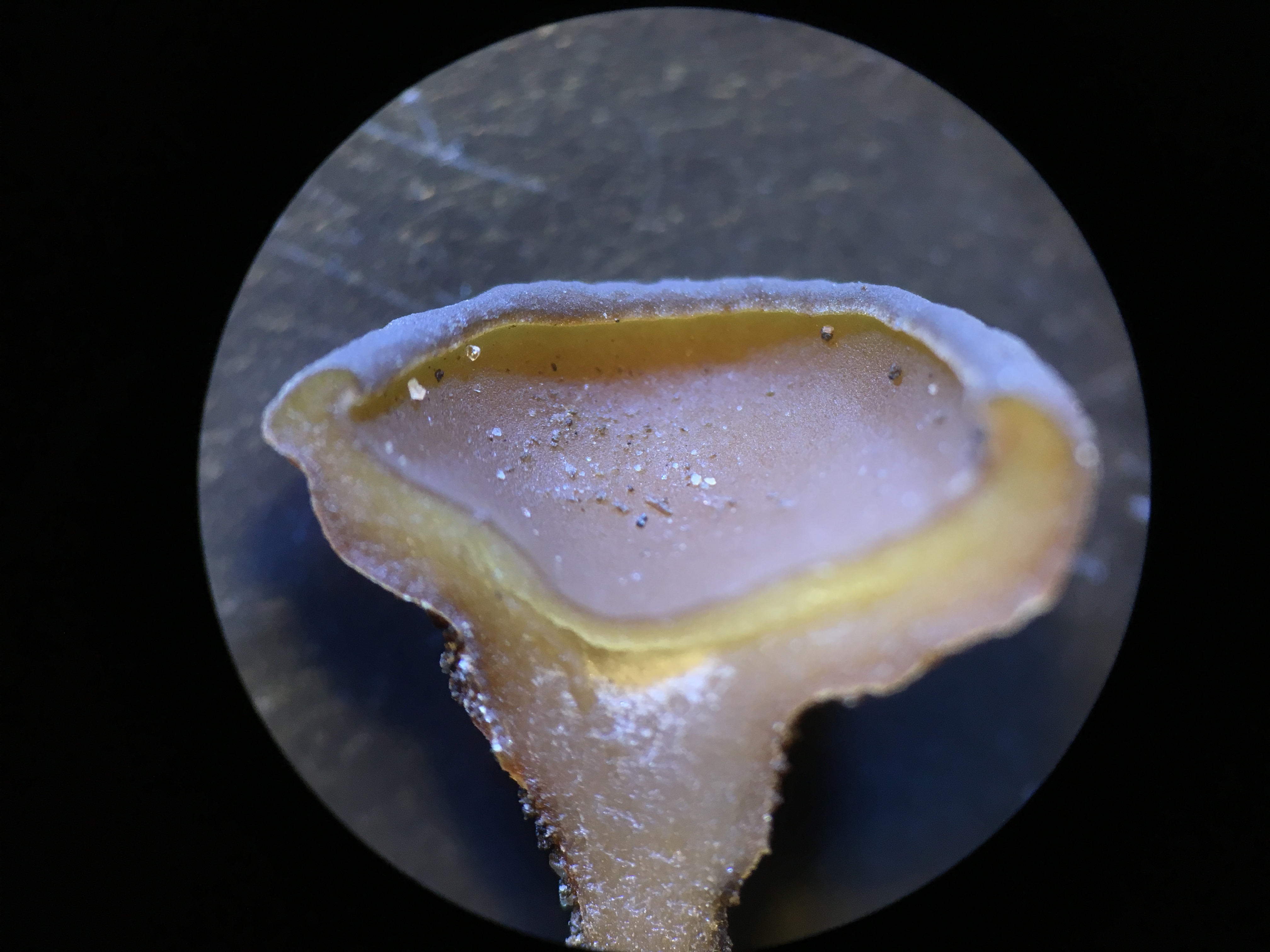
Coupe longitudinale de l'apothécie.
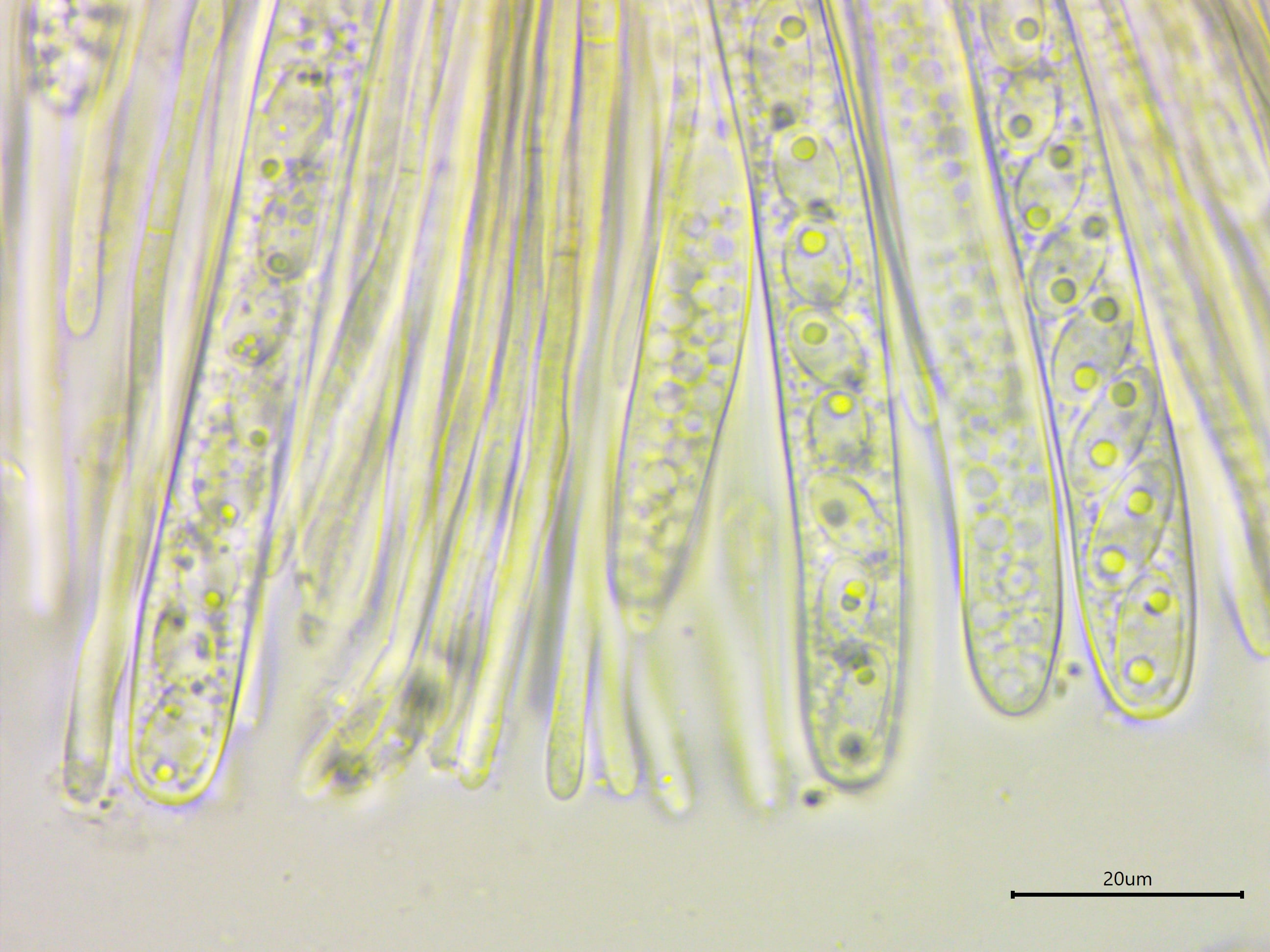
Asques.
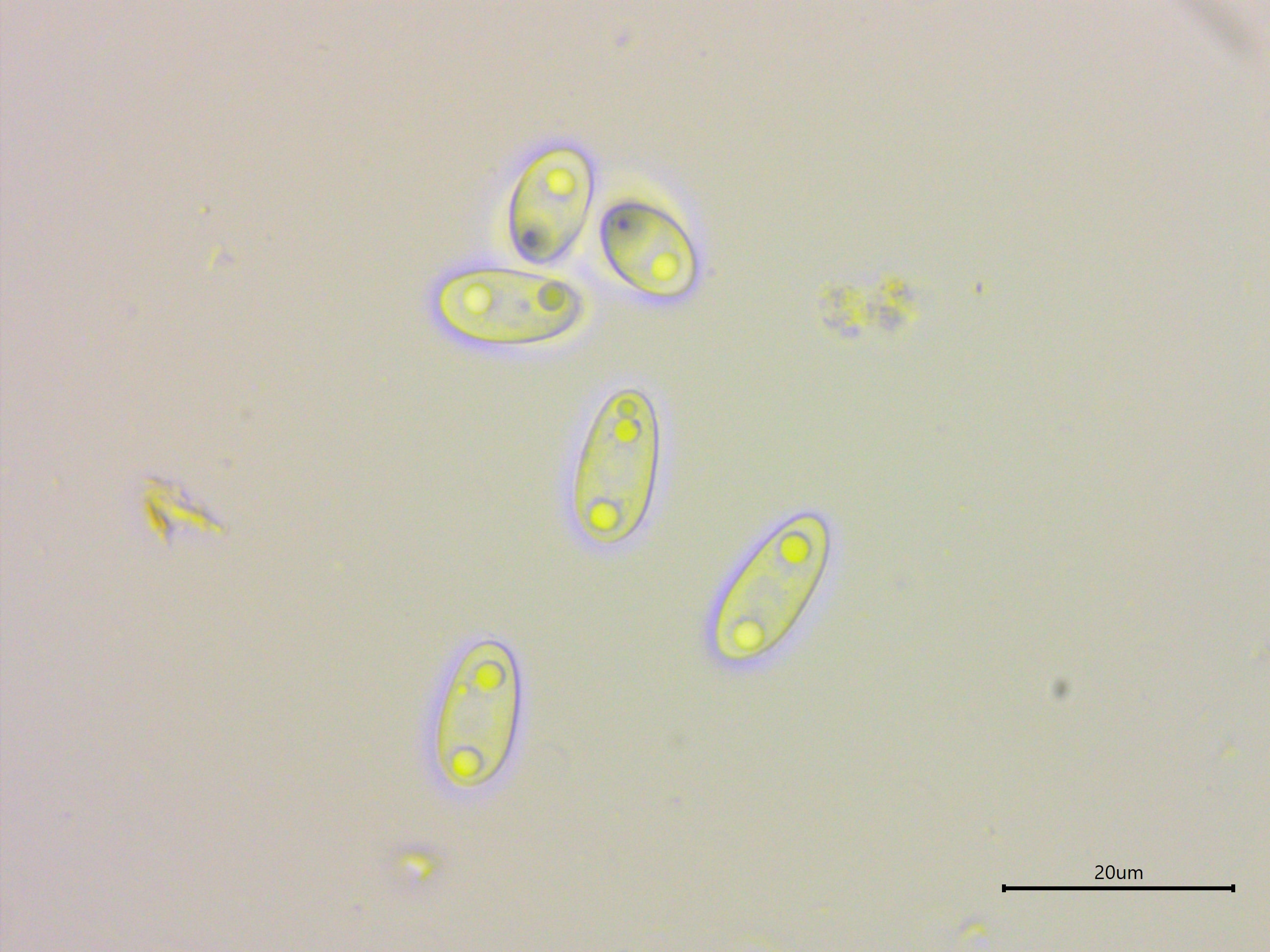
Spores biguttulées.

## Écologie

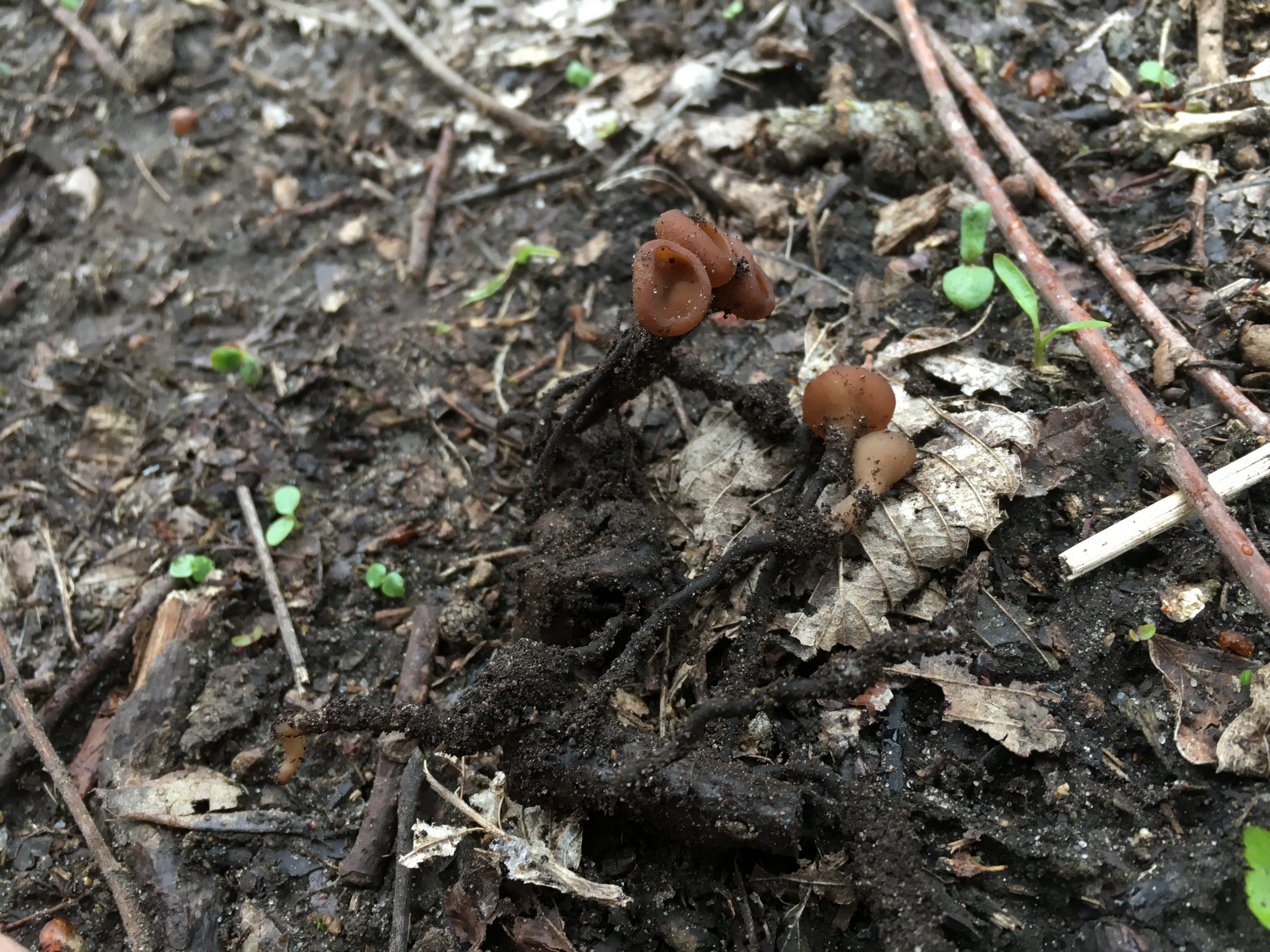
Stromatinia rapulum déterré (Wisconsin, USA)

Stromatinia rapulum parasite uniquement des plantes du genre Polygonatum et plus particulièrement le Sceau de Salomon multiflore, le Sceau de Salomon verticillé et, dans une moindre mesure, le Sceau de Salomon odorant.
Les enregistrements de S. rapulum proviennent de forêts de feuillus thermophiles de Hêtres, de Tilleuls, de Chênes ou de Charmes, sur des sols alcalins riches en bases, sablonneux et à faible altitude. Ce biotope est plus favorable à Polygonatum multiflorum, bien que P. odoratum puisse également s'y trouver à l'occasion.
Stromatinia rapulum pousse au printemps, à partir d'avril pour les latitudes et altitudes les plus basses et jusqu'à juin pour les plus hautes,,,. Les hivers peu rigoureux et les printemps humides lui sont favorables,.
Quoique dépendant de son hôte, S. rapulum présente une aire de distribution beaucoup plus restreinte. L'espèce pourrait tout de même être présente mais peu visible car elle persisterait dans et sur les rhizomes de son hôte sous forme d'hyphes et de stromas, ainsi que de sclérotes formés dans le sol, sans pour autant produire d'apothécie. En effet, cette situation est fréquemment rencontrée chez Stromatinia gladioli, sur les rhizomes de plantes ornementales du genre Gladiolus.

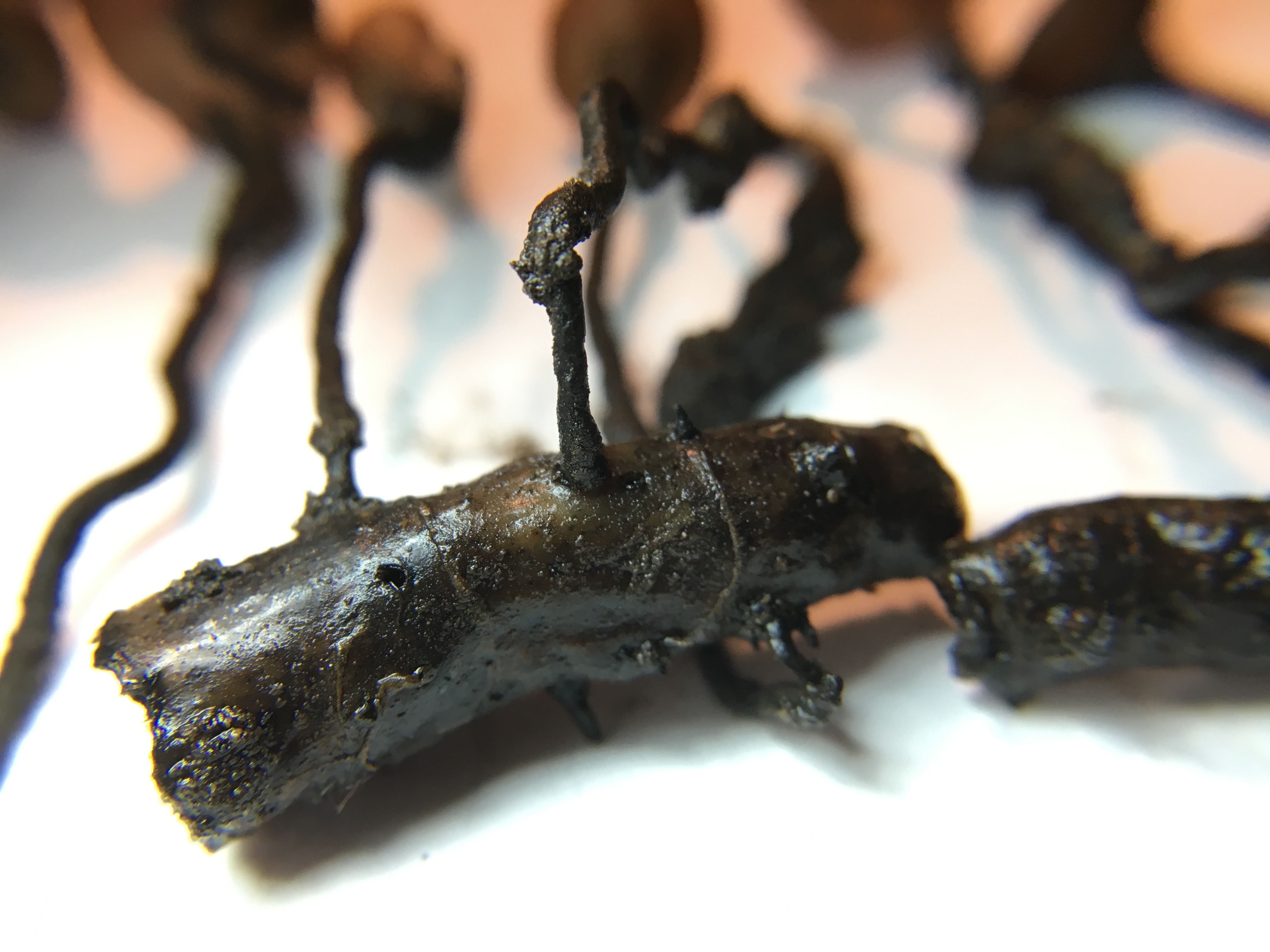
Pied accroché au rhizome d'un Sceau de Salomon (Wisconsin, USA).

## Répartition
Stromatinia rapulum est une espèce répandue mais rare. En Europe, elle est surtout connue des régions de l'ouest et du nord ; à savoir en France, en Suisse, en Espagne, en Belgique, en Italie, aux Pays-Bas, en Norvège, en Suède et en Grande-Bretagne. En Europe centrale, l'espèce est présente en Pologne, en République tchèque, en Autriche et en Allemagne. Elle a également été signalée aux États-Unis dans les États de New York et du Wisconsin,,,,.
L'espèce est placée sur certaines listes rouges européennes, notamment en Norvège dans la catégorie « quasi-menacée », aux Pays-Bas comme « en danger » et localement en Allemagne dans la Saxe-Anhalt dans la catégorie « en danger critique »;

## Espèces proches
Stromatinia paridis est une espèce étroitement liée encore plus rare qui parasite la Parisette à quatre feuilles. Elle n'est séparée de S. rapulum que sur la base de leur hôte. Les deux espèces sont à peine discernable sur le plan morphologique : la marge de S. paradis est légèrement denticulée et les dimensions de ses spores sont un peu plus réduites. Il a été proposé qu'elles appartiennent à une espèce identique sans que cette idée ne soit suivie par MycoBank (1er juin 2022) et Index Fungorum (1er juin 2022).
Dumontinia tuberosa est également une espèce morphologiquement très proche tant des points de vue macrologique et micrologique, ses spores ayant des tailles et une forme similaires. Elle se différencie par son hôte, les Anémones et notamment, l'Anémone sylvie ainsi que par la présence d'un sclérote.

## Synonymie
Stromatinia rapulum a pour synonymes :
- Aleuria rapulum (Bull.) Gillet, 1879
- Geopyxis rapulum (Bull.) Sacc., 1889
- Hymenoscyphus rapaeformis Gray, 1821
- Peziza rapula Pers., 1801
- Peziza rapulum Bull., 1791
- Phialea rapulum (Bull.) Quél., 1886
- Sclerotinia rapula (Bull.) Rehm, 1893
- Stromatinia richteriana Henn. & Staritz
- Tarzetta cinerascens Rehm, 1904
- Tarzetta rapulum (Bull.) Rehm, 1894